# Citopénia
Citopénia (cýtos: sejt, pénia: csökkent, alacsony) egy olyan állapot gyűjtő fogalma, amikor – a csontvelőben hemopoetikus őssejtekből képződő – egy vagy több a vérben megtalálható vérsejt számának alacsony értéke, esetleg hiánya lép fel. A citopéniás állapot valamilyen betegség (pl. myelodysplasiás szindrómák – MDS) vagy kezelés (pl. kemo-, és sugárterápia), esetleg más hatás (pl. helytelen táplálkozási szokások) következtében lép fel.

## Tipusai

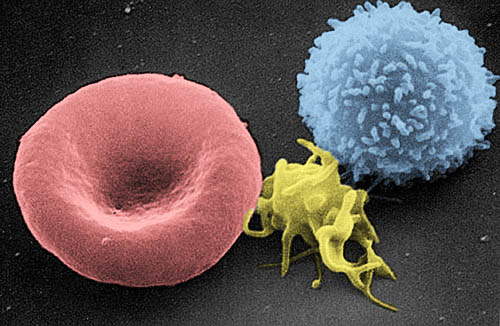
Balról jobbra: vörösvértest, vérlemezke, fehérvérsejt (pásztázó elektronmikroszkópos képe)

- Anémia – (vörösvérsejtek száma alacsony). A vörösvérsejtek felelősek az oxigén szállításáért. Zavara (vérszegénység) esetén a szervi funkciók károsodhatnak. A vértérfogatban a vörösvérsejtek részaránya az úgynevezett hematokrit érték (Ht). Egészséges emberekben ez az érték nemtől függően 36–52%. Enyhe anémiáról akkor beszélünk, ha a Ht érték 30-35% között van, ha viszont az érték 25% alá esik, akkor az már súlyos esetnek számít. Tünetei sokszor enyhék és könnyen összetéveszthető más betegség tüneteivel. Ilyenek a sápadt bőr, fáradékonyság, ingerlékenység, álmatlanság, fülzúgás, látási zavarok, szédülés és fejfájás. Létrejöttének számos oka lehet: tartós (észrevétlen) vérveszteség, B12-vitamin- vagy folsavhiány, vese- és májbetegségek esetén, szívinfarktuson átesettek és daganatos betegségben szenvedőknél is előfordulhat. Ha a képzésért felelős csontvelő súlyosan megbetegszik és nem képes már megfelelő mennyiségű és minőségű vörösvérsejtet előállítani, akkor aplasztikus anémiáról beszélünk.
- Leukopénia (Neutropénia) – (fehérvérsejtek száma alacsony). A leukopénia a fehérvérsejtek számának csökkenését jelenti, ami érintheti a teljes fehérvérsejtszámot, vagy a hat fehérvérsejttípus valamelyik csoportját. Egészséges embernél a fehérvérsejtek mennyisége nagyjából 3200 – 10 000 mikroliterenként (μl). Ha a neutrofilek száma alacsony, azt neutropéniának hívják. Mivel a fehérvérsejtek több, mint 50%-át neutrofilek alkotják így rendszerint a leukopénia egyben neutropéniát is jelent. A neutrofilek a bakteriális vagy gombás fertőzésekkel, és más apró gyulladásos folyamatokkal szembeni védekezésért felelősek. Így neutropénia esetén gyengül a test védekezőképessége a betegségekkel szemben.
- Trombocitopénia – (vérlemezkék száma alacsony). A vérlemezkék (trombociták) a vérzéscsillapításért felelnek. Hiányuk esetén spontán (behatás nélküli) vérzés (pl. orrvérzés) vagy vérömlenyképződés jöhet létre. Normális esetben a vérlemezkék száma a vérben 150 000 – 450 000 sejt mikroliterenként (μl). Súlyos esetben akár 20 000 alá is eshet a számuk.
- Pancitopénia – Ha az összes vérsejttípus értéke alacsony.

## Diagnózis
Fontos a citopéniát kiváltó betegség vagy ok diagnosztizálása, mert különben csak tüneti kezelés lehetséges.
- A diagnózis felállításához az első lépés a vérvizsgálat, amivel meghatározható a citopénia pontos típusa. Ilyenkor nem csupán a vérsejteket vizsgálják hanem a szérum eritropoetin (EPO) szintjét, ami egy olyan fehérje, amelyet a vese termel a szövetekben kialakult alacsony oxigénszint hatására. Vizsgálják továbbá a vörösvérsejtek alakját is, hogy fellépett-e torzulás (diszplázia) is.
- Szükség esetén a diagnózis pontosításához csontvelő vizsgálatra is sor kerül. Ilyenkor megvizsgálják, hogy a csontvelő sejtjei rendben fejlődtek és nincs bennük valamilyen elváltozás. A beavatkozás során a csípőcsontból vesznek mintát (biopszia) helyi érzéstelenítéssel.

## Kezelése

### Vérátömlesztés
Az egyik leggyakoribb tüneti kezelés anémia esetén a vérátömlesztés (transzfúzió), amire állapotól függően 1–12 hetente van szükség. Ilyenkor gyors javulás érhető el, de az eljárásnak vannak hátrányai. Az elhúzódó kúra ún. „transzfúziófüggőséget” jelent, amely a vele járó folyamatos kórházi ellátás miatt, lelki teher a beteg számára. A vérkészítménnyel betegségek is kerülhetnek a szervezetbe, de ennek esélye ma már rendkívül alacsony. Illetve a rendszeres vérátömlesztést kapó betegeknél vastúlterhelés alakulhat ki, amelyet gyógyszerekkel kezelnek. Ritkábban trombocitopénia esetén is adható vérátömlesztés.

### Csontvelő és őssejt transzplantáció
Ha a citopénia oka a csontvelő betegsége, akkor a csontvelő transzplantáció végleges gyógyulást eredményezhet. Ezt történhet egy megfelelő donor által kapott csontvelő átültetéssel. Azonban ez nem mindig áll rendelkezésre. Ilyenkor perifériás őssejt transzplantációt végeznek. Egy egészséges ember véréből kinyerik a szükséges őssejteket, majd egy intenzív kemoterápia (mieloablatív) segítségével elpusztítják a beteg csontvelősejtjeit, hogy megkaphassa az egészséges donorsejteket. Ezután immunoszuppresszív kezelésben szükséges, hogy biztosítsák a donorsejtek befogadását. A kezelés alatt a nagy dózisú kemoterápia után a beteg lényegében pancitopéniás állapotba kerül, ezért a transzplantált sejtek megtapadásáig a kezelés kórházban, steril körülmények között zajlik.

### Kezelés típusok szerint

#### Anémia
Anémia más néven vérszegénység esetén alacsony vörösvértestszám. A kiváltó ok megszüntetése után enyhe esetben pihenés mellett emelt vasbevitel szükséges (3–6 hónapos terápia). Súlyosabb esetben elkerülhetetlen a vörösvértestek adása vérátömlesztéssel és esetleg gyógyszeres kezelés (eritropoetin és darbepoetin) is, ami serkenti a vérsejt képzést. Ha tartós anémiás betegség áll fent a pszichés károsodást is kezelni szükséges, amit a beteg csökkent teljesítménye és ingerlékenysége okoz, mivel ilyenkor növekszik a depresszió esélye.

#### Neutropénia
Mivel a fehérvérsejtek (leukociták) az immunrendszer sejtjei, amelyek megvédik a testünket a fertőző betegségektől, így kórosan alacsony fehérvérsejtszám esetén fokozott az esély a megbetegedésre. Súlyos esetben a fertőzés veszély elkerülése véget a beteg izolálás szükséges egy steril helységben, de enyhébb esetben is emeltebb higiéniás rutin alkalmazása ajánlott. A kezelés alatt a beteget megfigyelik és bakteriális fertőzés diagnózisa esetén antibiotikumos készítményekkel kezelhető a betegség. A fehérvérsejtek transzfúziója nem ajánlott, mert csak rövid ideig életképesek és túl nagy a komplikáció esélye. Ehelyett gyógyszerek segítségével serkentik a csontvelőt a gyors sejtképzésre (filgrastim és szargramosztim), amelyet a bőr alá fecskendeznek be és az esetek 75%-ban hatásos.

#### Trombocitopénia
Alacsony trombocita érték esetén kerülni kell a sérüléseket (akár fogmosásnál is) és a trombocitákat vénán keresztül adott vérkészítménnyel pótolhatóak. Azonban ezt leginkább csak súlyos esetben ha a 150 000 – 450 000 mikroliterenként érték 10 000 alá esik, mert idővel a betegek rezisztensekké válnak a transzfundált vérlemezkékre. A másik alternatíva a sejtképződést elősegítő kezelés (oprelvekin és romiplostim), de ezen szerek hatásossága gyengébb és lehetnek mellékhatások is.

### Daganatterápiák esetén
A daganatos betegségek kezelése esetén alkalmazott kemoterápia gyakran, a sugárterápia esetén pedig bizonyos esetekben citopéniát okoz. Ilyenkor nincs szükség megelőző diagnózisra hiszen a kiváltó ok ismert, a kezelés a tünetek enyhítéséből áll. A kemoterápia során használt citosztatikumok károsítják a vérsejtek képzéséért felelős hemopoetikus őssejteket, így az általuk létrehozott vérsejtek értéke a szükséges szint alá süllyedhet. Ezért a daganatos kezelések alatt a betegek állapota folyamatos figyelmet követel. Gyakori vérkép ellenőrzéssel kontrollálható és megelőzhető a szövődmények. A kezelt betegeknél a jelentéktelenek tűnő tünetek is nagyobb odafigyelést kívánnak, mert egy kis bevérzés is alacsony trombocita értékre utalhat, illetve a 38 °C-ot meghaladó láz pedig legtöbbször az alacsony fehérvérsejt számot jelenti. Ilyenkor az egészséges embernél alkalmazott szokványos kezelési módszerek nem elégségesek, hiszen ha a láz oka neutropénia, akkor nem elégséges a láz csillapítása hanem az immunitás gyengülése miatt a fertőzést gyógyszerekkel kell kezelni (antibiotikumok), a fehérvérsejt képződést pedig serkenteni szükséges. Természetesen a vérkép normalizálása idejére a egyensúlyt felborító kemoterápiát felfüggesztik. A kezelés befejezésével a citopénia veszélye is megszűnik.
Súlyosabb és könnyen kiújuló daganatos megbetegedés esetén szükség lehet a szervezet által elviselhető mértéknél nagyobb dózisú kemoterápiás kezelés alkalmazására is, amikor a károsodás helyreállítására – a vérképző szerveket nem érintő daganatok esetén – autológ csontvelő-átültetést (más néven: autológ őssejt-transzplantációt) végeznek. Ilyenkor a cél nem a csontvelő őssejtjeinek elpusztítása, hanem az a kemoterápia szükségtelen következménye. A kezelés ideje alatt fokozott az esély a citopénia kialakulására, amíg az őssejtek megtapadnak. Mivel a beteg a saját, egészséges őssejtjeit kapja vissza immunoszuppresszív kezelésre sincs szükség.